# Karl Alexander von der Goltz
Karl (auch Carl) Alexander Freiherr von der Goltz, ab 1786 Graf von der Goltz (* 20. August 1739; † 15. November 1818 in Altona) war ein preußischer Oberst, portugiesischer Feldmarschall, dänischer Generalleutnant und ein bedeutender Freimaurer.

## Leben
Er war der älteste Sohn des preußischen Generalleutnants Karl Christoph von der Goltz (1707–1761) und dessen Frau Margarete, geborene von Burgsdorff (1713–1773). Sein jüngerer Bruder war der preußische Landrat und Landesdirektor August Leopold von der Goltz (1750–1822).
Von der Goltz trat früh in preußische Dienste, wo er bis zum Obersten aufstieg. Er wurde Flügeladjutant von König Friedrich II. und Friedrich Wilhelm II. Am 19. November 1786 wurde ihm zudem der preußische Grafentitel verliehen. Dennoch wechselte er 1789 nach Dänemark. Dort wurde er im gleichen Jahr dänischer Generalleutnant und Inspekteur des schleswiger und holtsteiner Jägerkorps. 1790 wurde er auch zum Ritter des Dannebrogordens ernannt. Warum er wechselte, ist nicht bekannt; es wird vermutet, dass der Generalinspekteur Karl von Hessen-Kassel ihn abwarb. Er hatte offenbar große Pläne zur Reform der dänischen Armee, die er hoffte durchzusetzen, hatte aber wegen der politischen Probleme des Landes keinen Erfolg.
Im Jahre 1798 war der portugiesische Oberbefehlshaber Christian August von Waldeck-Pyrmont gestorben. So war die portugiesische Regierung auf der Suche nach einem Nachfolger. Graf Anadia, portugiesischer Botschafter in Berlin überredete den General im November 1799 nach Portugal zu kommen.
1800 fragte er um Erlaubnis nach Portugal wechseln zu dürfen; das wurde gewährt. Am 28. April 1800 unterzeichnete er den Vertrag, der ihn auf sechs Jahre binden sollte. Am 17. Mai 1801 bestätigte die portugiesische Regierung und am 1. Juli wurde er portugiesischer Feldmarschall. In der Zwischenzeit bereitete er die Reform der Armee vor. von der Goltz war wohl bereits in Portugal als der kurze Orangen-Krieg ausbrach, dieser endete mit einer portugiesischen Niederlage. Obwohl er die Unterstützung des Prinzen hatte, konnte er die Reformen, die sein Vorgänger von der Lippe bereits vorbereitet hatte, nicht durchsetzen. So bat er bereits am 5. Mai 1802 um Beurlaubung, die am 30. Mai 1802 gewährt wurde.
Er kehrte daher 1803 in dänische Dienste zurück, wurde aber nicht mehr im aktiven Dienst gebraucht. 1808 wurde er pensioniert und zog sich nach Altona zurück, wo er auch starb.

### Familie
Er war zweimal verheiratet. Seine erste Frau war eine geborene von Meinertshagen.
Seine zweite Frau heiratet er am 18. Juli 1792. Es war Christine Sophie von Ahlefeldt (* 7. Februar 1745: † 18. Juli 1792), die Tochter von Heinrich von Ahlefeldt (1711–1765) und Witwe des Generals Peter Elias von Gähler (1718–1783). Sie starb noch in der Hochzeitsnacht.

### Freimaurerei
Karl Alexander von der Goltz war Mitglied der Berliner Freimaurerloge „Minerva“; ab dem 29. Dezember 1776 war er für etwa ein Jahr Landesgroßmeister der Großen Landesloge der Freimaurer von Deutschland.